# Tokyo Blade
Tokyo Blade ist eine englische New-Wave-of-British-Heavy-Metal-Band aus Salisbury, die im Jahr 1980 unter dem Namen Killer gegründet wurde. Die Gruppe nannte sich kurzzeitig auch Genghis Khan.

## Geschichte
Die Band wurde im Jahr 1980 unter dem Namen Killer gegründet. Nachdem das erste Demo veröffentlicht worden war, verließ Bassist Andy Robbins die Besetzung und wurde durch Ray Dismore ersetzt. Dismore führte den Namen seiner Ex-Band Genghis Khan für die Gruppe ein, da der Name Killer bereits vergeben war. Nachdem Dismore wiederum die Band verlassen hatte und er durch Andy Wrighton ersetzt worden war, änderte Wrighton den Namen in Tokyo Blade um. Vorher hatte die Band jedoch die Single Double Dealin über Powerstation Records veröffentlicht, die unter zwei Versionen erschien: Einmal mit dem Bandnamen Genghis Khan und zum anderen unter dem Namen Tokyo Blade. Durch weitere Live-Auftritte überzeugte die Band das Label dazu, ein selbstbetiteltes Album zu veröffentlichen. Während weiterer Touren erschien die EP Midnight Rendezvous. Im Februar 1984 spielte die Band auf dem Aardschok Festival in Zwolle. Außerdem spielte sie auf dem Earthquake Festival in Kaakshuvel, auf dem auch Bands wie Satan, Sortilege, Warlock, Bodine, Vengeance und Crossfire auftraten. Vor einer Frankreich-Tour mit Mama's Boys im Jahr 1984 verließ Sänger Alan Marsh die Band und wurde durch Vic Wright ersetzt. Mitte April nahm die Band ihr zweites Album Night of the Blade auf. Anfang 1985 ging die Band auf eine Deutschland-Tournee zusammen mit Talon und Railway. Im Herbst wurde dann das nächste Album Blackhearts & Jaded Spades veröffentlicht. Zuvor wurde noch die EP Madame Guillotine veröffentlicht. Nachdem im Jahr 1987 das Album Madame Guillotine veröffentlicht worden war, folgte im Jahr 1989 das Album No Remorse. Die Band bestand dabei neben Andy Boulton aus drei Deutschen und einem US-amerikanischen Bassisten. Darunter auch Sänger Michael Pozz von Dead Ballerinas. Im Jahr 1995 erschien das nächste Album Burning Down Paradise. Die Gruppe bestand hierbei aus Sänger Alan Marsh, den Gitarristen Andy Boulton und John Wiggins, Bassist Colin Riggs und Schlagzeuger Mark Angel. In den Folgejahren erschienen neben diversen Kompilationen und EPs Pumphouse (1998) und Thousand Men Strong (2011), letzteres mit der Originalbesetzung plus dem deutschen Sänger Nicolaj Ruhnow (Nick Hellfort, Domain) das erste Studioalbum seit 16 Jahren. Begleitet wurde die Veröffentlichung von größeren Festivalauftritten, darunter beim Wacken Open Air (2011) und bei der Warm-Up-Show des Bang Your Head (2013).

## Stil
Die Band spielt einen klassischen New Wave of British Heavy Metal; ihre Alben Tokyo Blade und Night of the Blade gehörten laut Leon Fabian von Powermetal.de „mit zu den Highlights dieser Ära. Danach folgte ein Absturz in die Mittelklassigkeit […].“ Die Musik orientiert sich auch bei neueren Aufnahmen an den 1980er-Jahren; die Stücke „bauen durchweg auf kraftvollen, geradlinigen Konstrukten mit fetten Riffs, eingängigen Hooks und gut erarbeiteten Höhepunkten auf. Dabei wird darauf geachtet, dass es kompositorisch auch ein bisschen Abwechslung gibt. Zwar kann auch ‚Thousand Men Strong‘ nicht ganz mit den oben erwähnten Hammer-Alben mithalten, aber insgesamt ist es ein gelungenes Werk.“

## Diskografie
als Killer
- 1981: Demo (Demo, Eigenveröffentlichung)

als Genghis Khan
- 1982: Demo (Demo, Eigenveröffentlichung)
- 1983: Double Dealin (Single, Powerstation Records)

als Tokyo Blade

### Studioalben
| Jahr | Titel                      | Plattenlabel         |
| ---- | -------------------------- | -------------------- |
| 1983 | Tokyo Blade                | Powerstation Records |
| 1984 | Night of the Blade         | Powerstation Records |
| 1984 | Midnight Rendezvous        | Combat Records       |
| 1985 | Blackhearts & Jaded Spades | T.B. Records         |
| 1987 | Ain't Misbehavin'          | T.B. Records         |
| 1989 | No Remorse                 | Hot Blood Records    |
| 1995 | Burning Down Paradise      | Fresh Fruit Records  |
| 1998 | Pumphouse                  | Zoom Club Records    |
| 2011 | Thousand Men Strong        | Fastball Records     |
| 2025 | Time Is the Fire           | Dissonance Records   |

### EPs und Demos
- 1984: Midnight Rendezvous (EP, Powerstation Records)
- 1984: Lightning Strikes (EP, Powerstation Records)
- 1985: The Caves Sessions (Demo, Eigenveröffentlichung)
- 1985: Madame Guillotine (EP, Powerstation Records)
- 1989: Dark Night Over Paradise (Demo, Eigenveröffentlichung)
- 2012: Camp 334 (EP, Fastball Music)
- 2012: Stick it ... (EP, Fastball Music)

### Singles
- 1983: Double Dealin (Powerstation Records)
- 1983: If Heaven Is Hell (Eigenveröffentlichung)
- 1983: Powergame (Powerstation Records)
- 1983: 2nd Cut (Eigenveröffentlichung)
- 1984: Midnight Rendezvous (Bernett Records)
- 1984: Monkey's Blood (New Records)
- 1986: Undercover Honeymoon (T.B. Records)
- 1987: Movie Star (Areba Records)

### Sonstiges
- 1985: Live At Camden Palace, London (VHS, Eigenveröffentlichung)
- 1985: Warrior of the Rising Sun (Kompilation, Raw Power Records)
- 1993: Tokyo Blade (Kompilation, Metal Mania Records)
- 1998: Night of the Blade... The Night Before (Kompilation, Zoom Club Records)
- 1998: Mr. Ice (Kompilation, Zoom Club Records)
- 2005: Live from London (DVD, Music Video Records)
- 2009: Live in Germany (Live-Album, Razar Ice Records)
- 2010: Live in Germany (DVD, Razar Ice Records)
- 2011: Genghis Khan Killers (Kompilation, High Roller Records)